# 聚寶盆

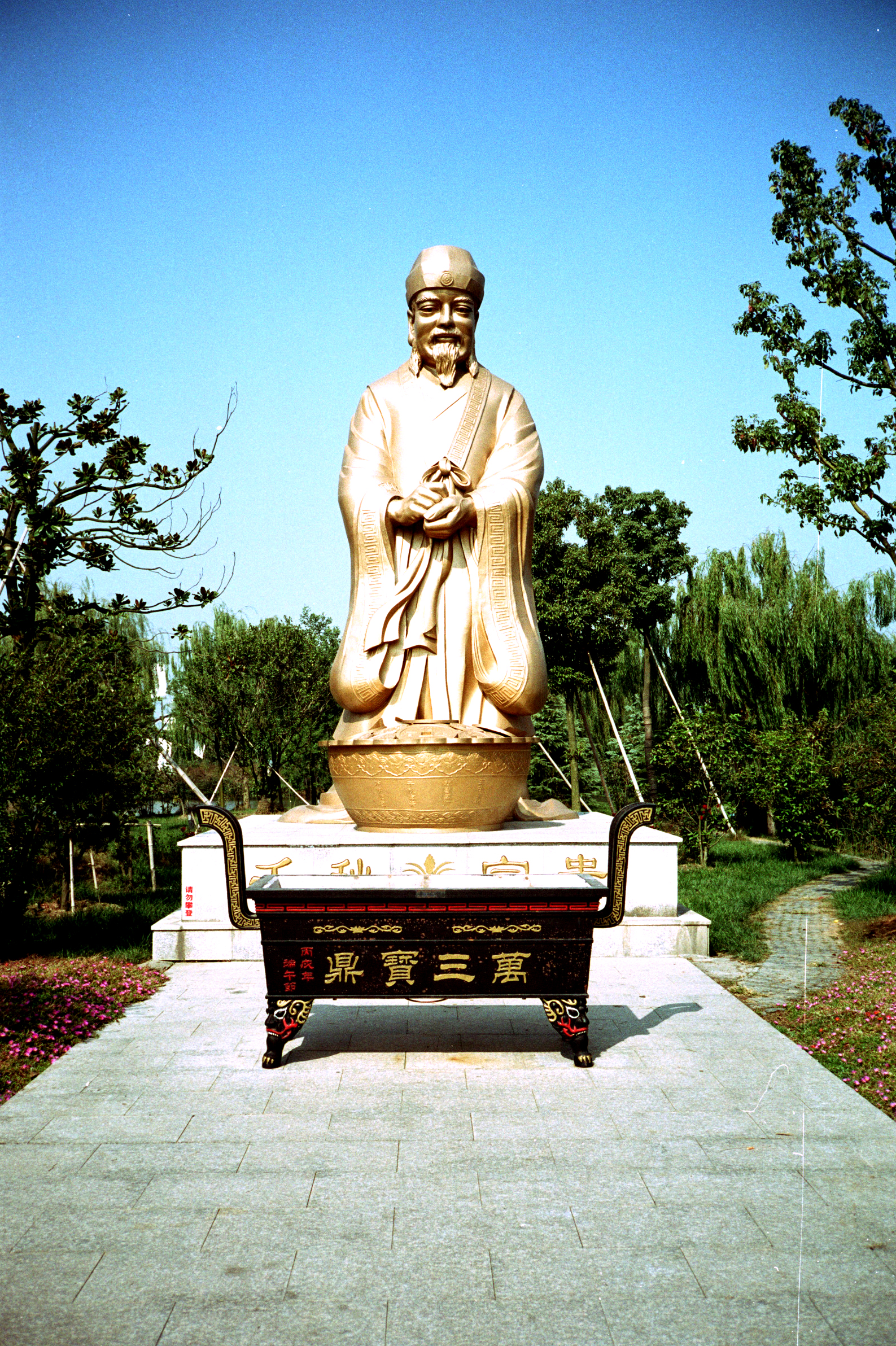
沈万三聚宝盆(周庄沈万三故居)

聚寶盆是中國民間故事中的一個寶物。傳說明初沈萬三致富原因是由於擁有聚寶盆。這個典故來自於周人龍的《挑灯集异》：「明初沈萬三微時，見漁翁持青蛙百餘，將事銼剞，以鏹買之，縱於池中。嗣後喧鳴達旦，貼耳不能寐，晨往驅之，見蛙俱環踞一瓦盆，異之，將歸以為浣手器。萬三妻偶遺一銀釵於盆中，銀釵盈滿，不可數計，以錢銀試之亦如是，由是財雄天下。」